# Ordășei, Telenești
Ordășei este un sat din raionul Telenești, Republica Moldova.

## Geografie
Satul are o suprafață totală de 22,44 km², fiind cuprins într-un perimetru de 25,04 km. Este străbătut de râul Răut.
Pe coasta stângă a râului sunt amplasate izvoarele din satul Ordășei, o arie protejată din categoria monumentelor naturii de tip hidrologic.

## Istorie
Ordășei este menționat pentru prima dată în forma scrisă în anul 1640, ortografiat Urdășăi:
„Suret de pe alt suret, ce-au fost scos de pe un ispisoc sârbesc de la Vasilie voievod, tălmăcit de Evloghie dascălul, let 7148 <1640> aprilie 22. 

Facem înștiințare precum au venit înaintea noastră și înaintea boierilor noștri, mari și mici, Naste, fata Drăgălinii Văscăniasă, nepoata Mili din satu din Răspopeni, de a ei bunăvoie, de nimeni silită, nici asuprită, au datu și au dăruit a sa dreapta ocină și moșie, toată partea ei, câtă să va alege din satu, din Răspopeni, ce-i la ținutul Sorocii, pe apa Răutului, cu vad de moară în Răut, și au arătat și un zapis făcut de demultu, înainte a mulți oameni buni, scriind în semne cu sufletele lor, de la Fântâna lui Micodan, partea de gios, la deal până în drumul țărinii, pe din sus de Vârtop, până în vârful dealului, până la hotarul Curiecii, și întocmai cu plopii văii, pre din sus de Fântâna Pagului, până la hotarul Urdășăii, și stuhul și Plosca, până la Fântâna lui Micodan, aceia i-au dat și au dăruit-o slugii noastre, lui Ștefan Cărcos, pentru iertarea păcatelor ei.”

## Demografie
În anul 1997, populația satului Ordășei a fost estimată la 1.025 de cetățeni.
Conform datelor recensământului din anul 2004, populația satului constituie 916 de oameni, 48,25% fiind bărbați iar 51,75% femei. Structura etnică a populației în cadrul satului arată astfel: 98,25% - moldoveni/români, 0,98% - ucraineni, 0,66% - ruși, 0,11% - alte etnii.
În satul Ordășei au fost înregistrate 316 de gospodării casnice la recensământul din anul 2004; mărimea medie a unei gospodării era de 2,9 persoane. Gospodăriile casnice erau distribuite, în dependență de numărul de persoane ce le alcătuiesc, în felul următor: 22,47% - 1 persoană, 24,37% - 2 persoane, 20,25% - 3 persoane, 15,82% - 4 persoane, 11,39% - 5 persoane, 5,70% - 6 și mai multe persoane.

## Administrație și politică
Componența Consiliului local Ordășei (9 consilieri), ales la 5 noiembrie 2023, este următoarea:
|  | Partid                           | Consilieri | Componență | Componență | Componență | Componență | Componență | Componență |
|  | -------------------------------- | ---------- | ---------- | ---------- | ---------- | ---------- | ---------- | ---------- |
|  | Partidul Acțiune și Solidaritate | 6          |            |            |            |            |            |            |
|  | Platforma Demnitate și Adevăr    | 3          |            |            |            |            |            |            |

## Personalități
- Nicolae Coțofan (n. 21 octombrie 1939) – ceramist, plastician, Maestru în Arte.[7]

## Galerie

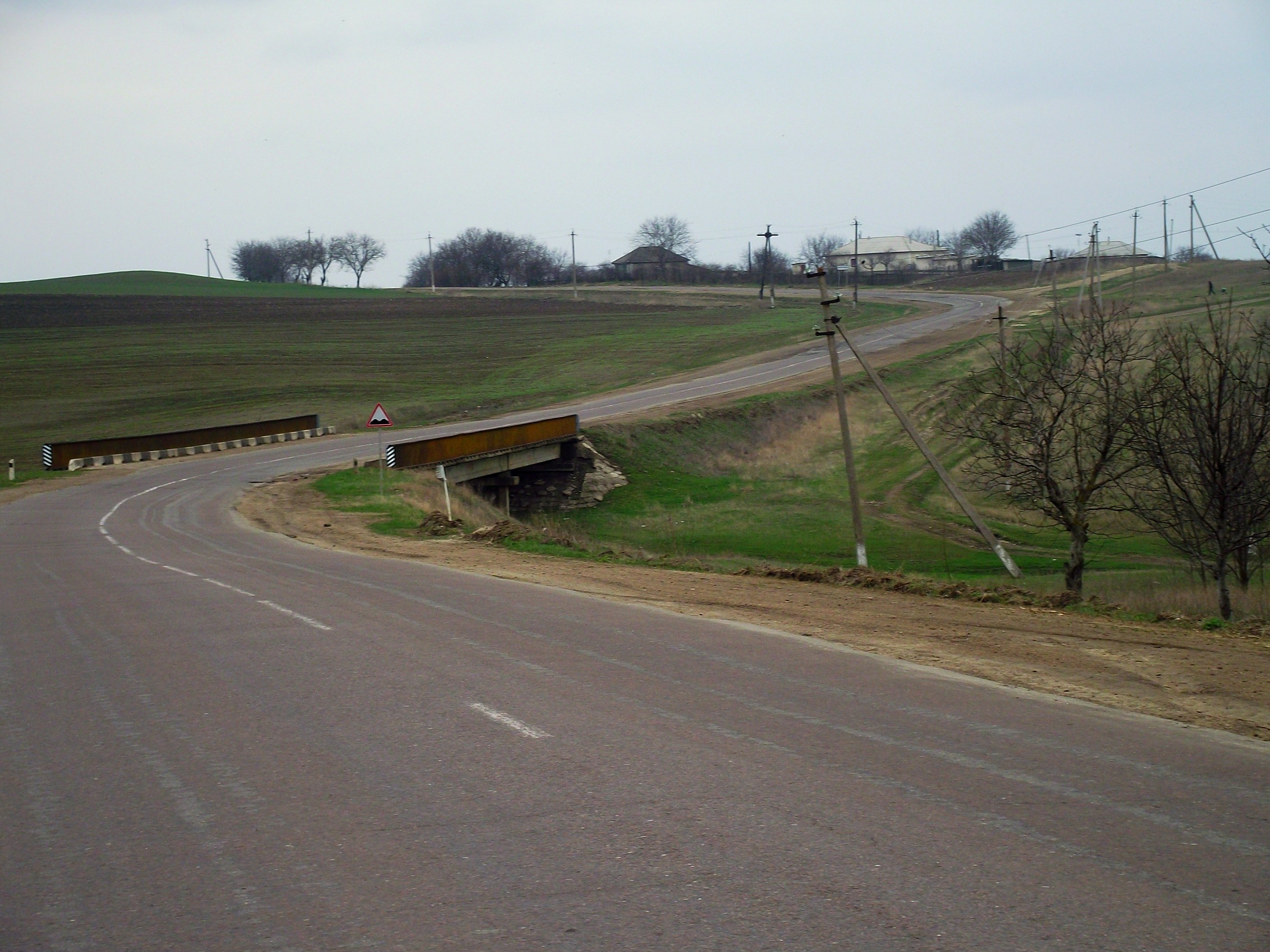
Intrarea în sat, de pe traseul M2.
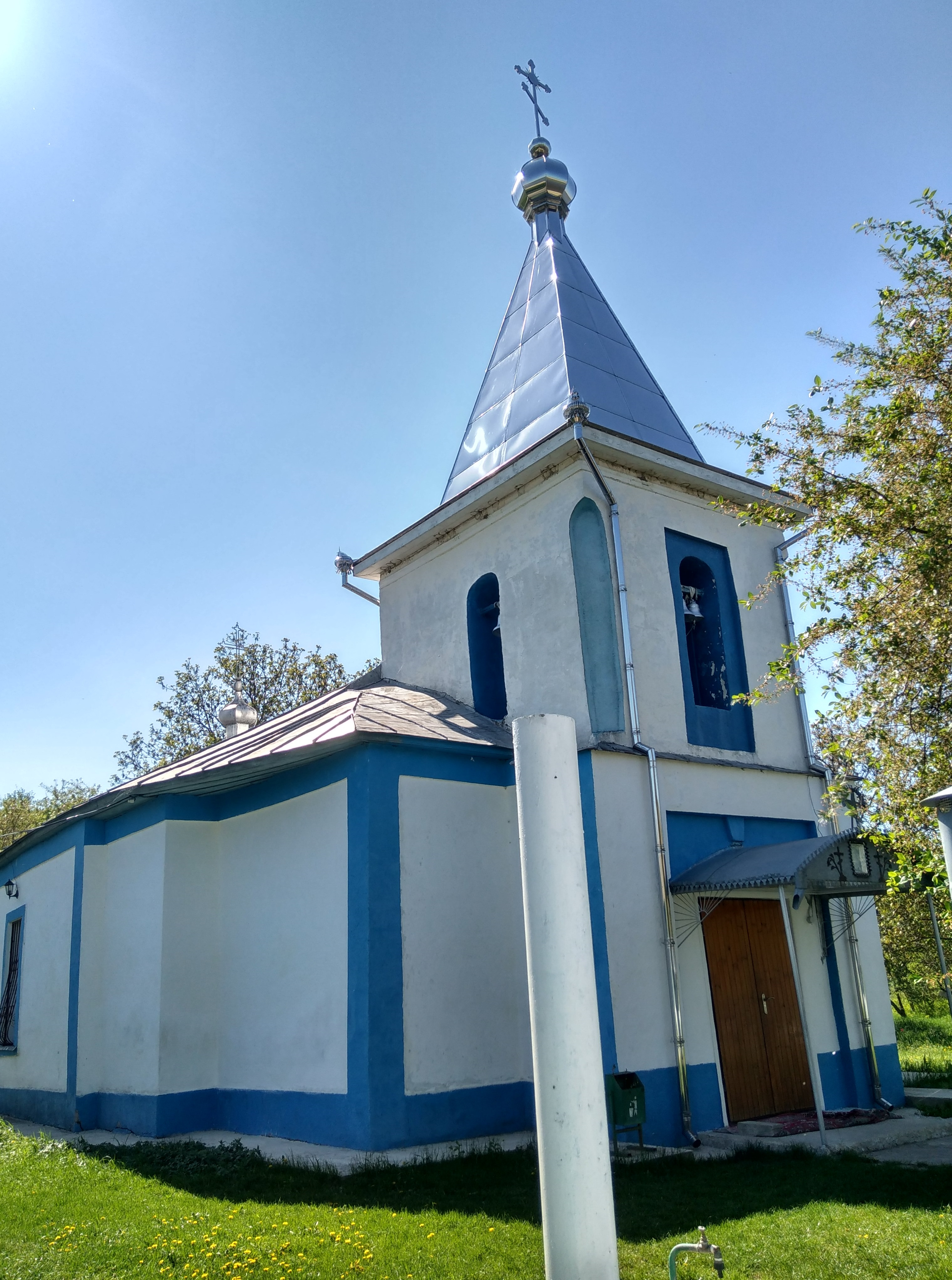
Biserica din sat.
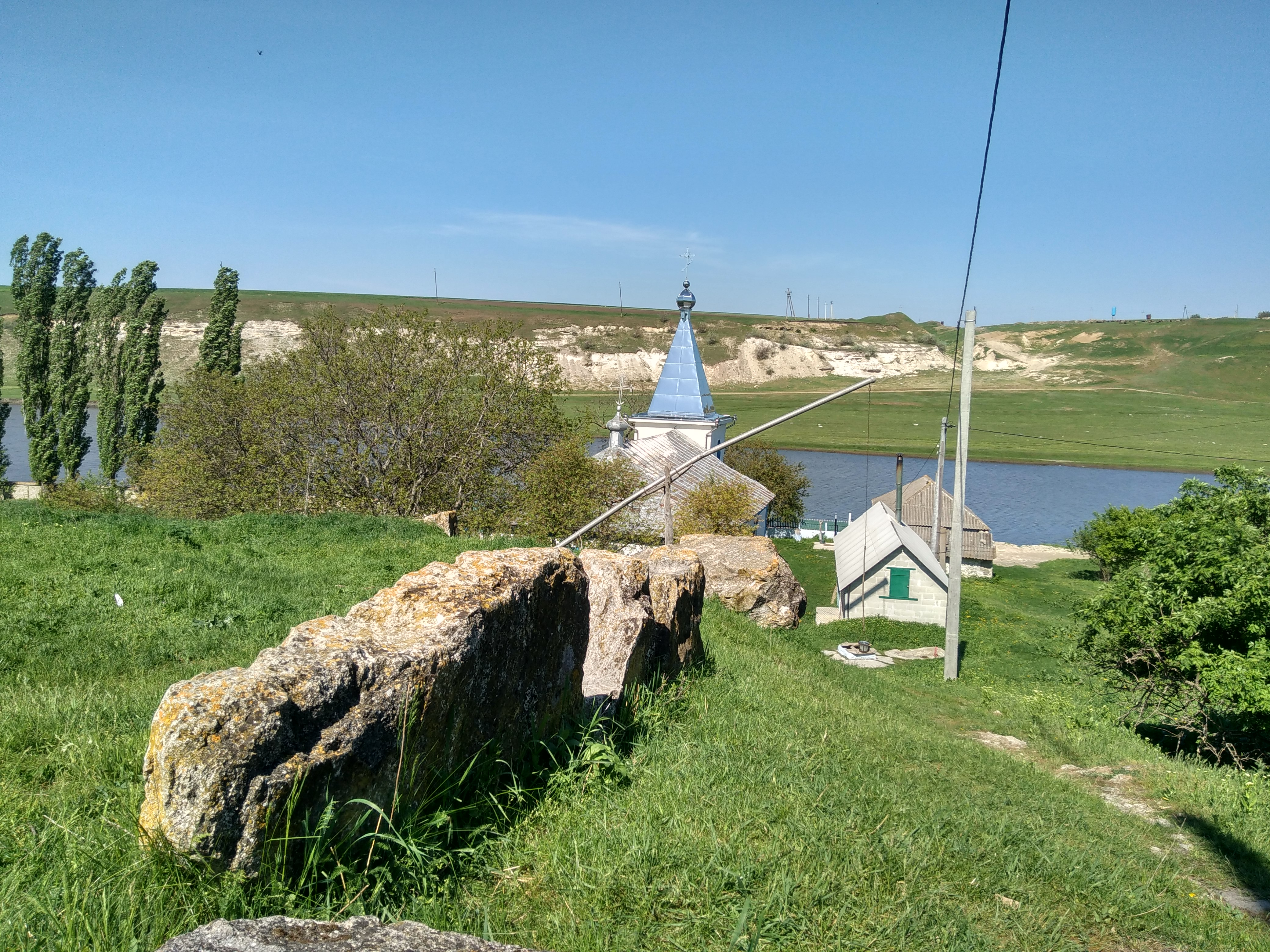
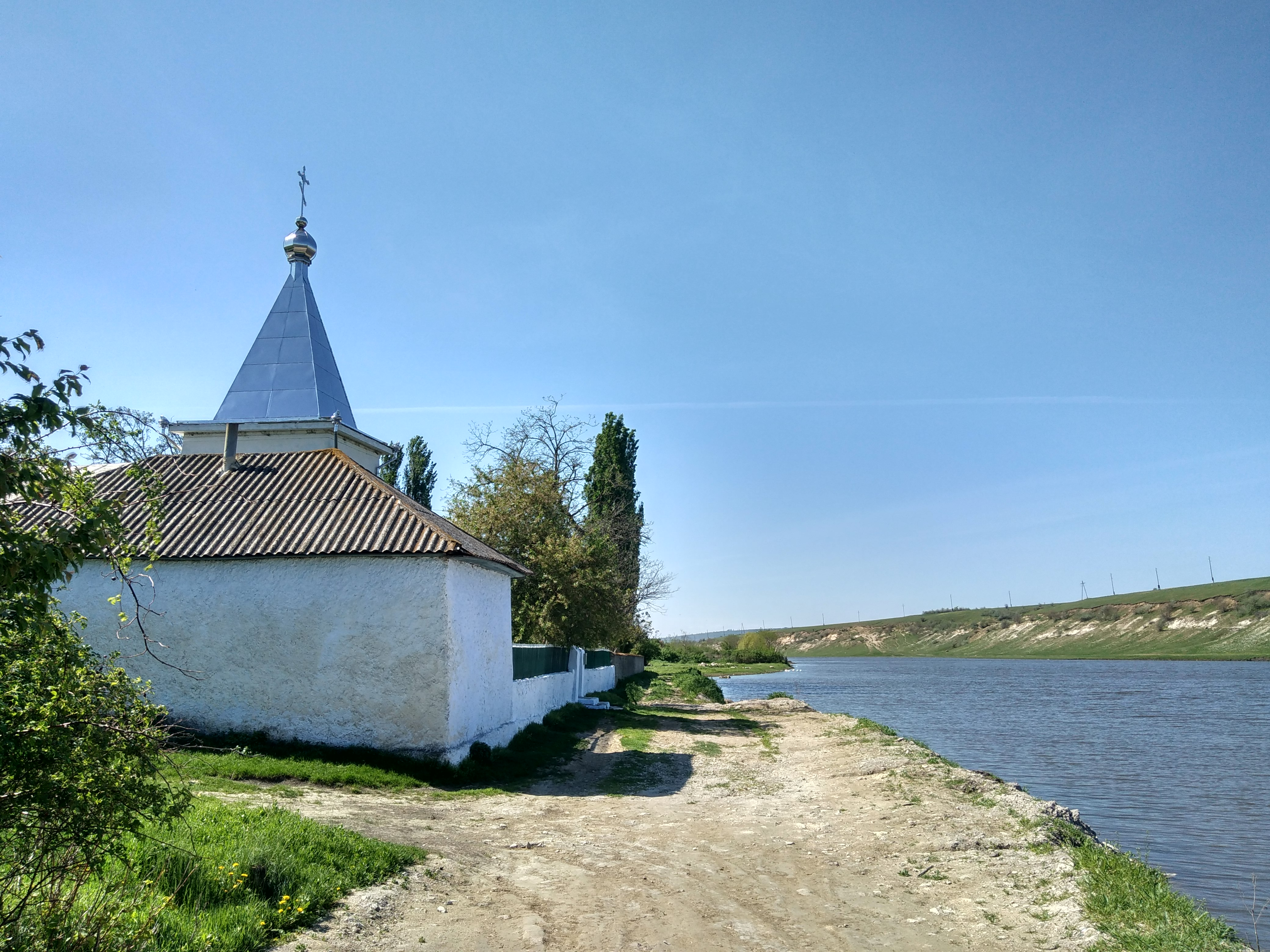
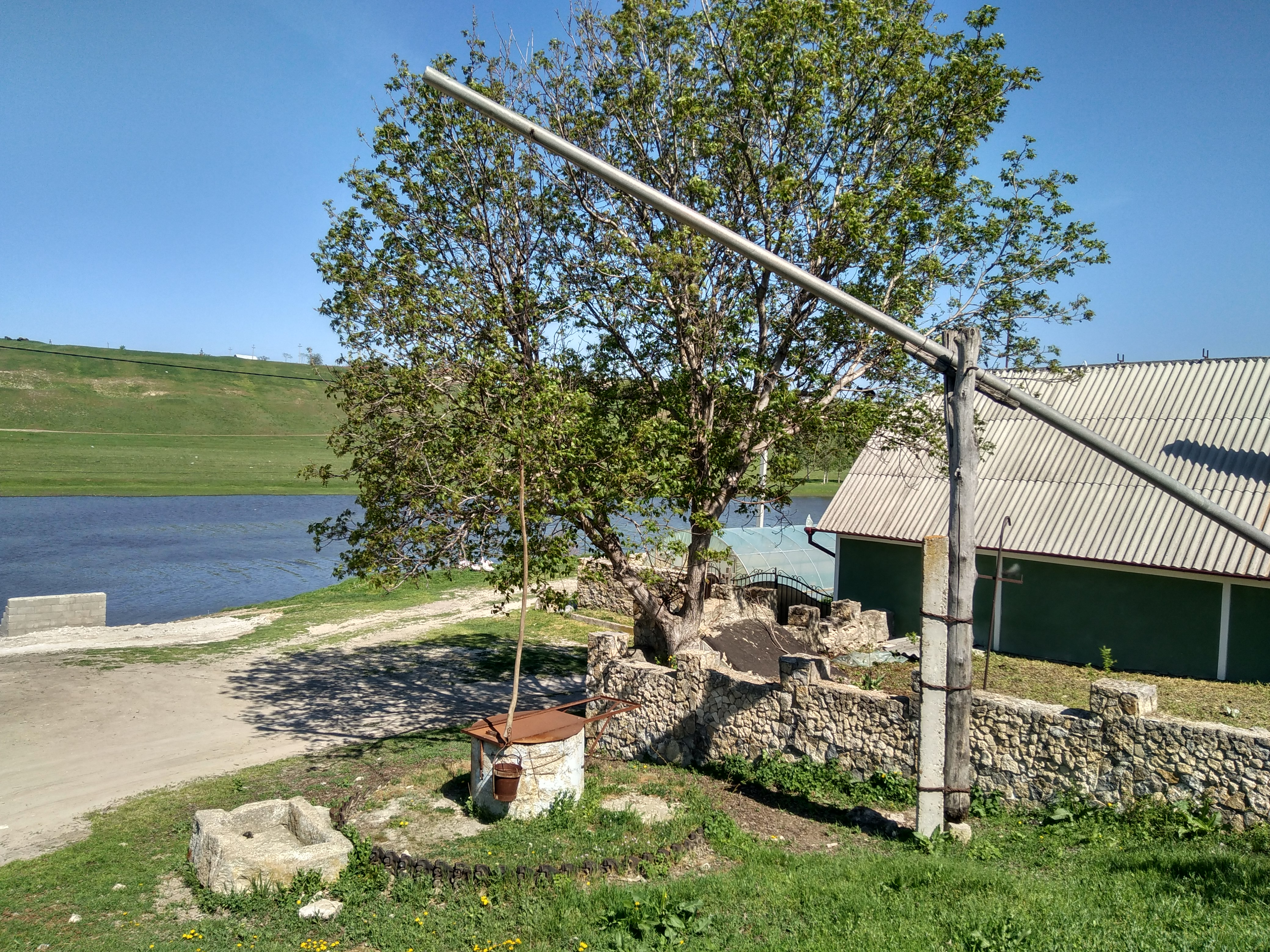
Fântână tradițională
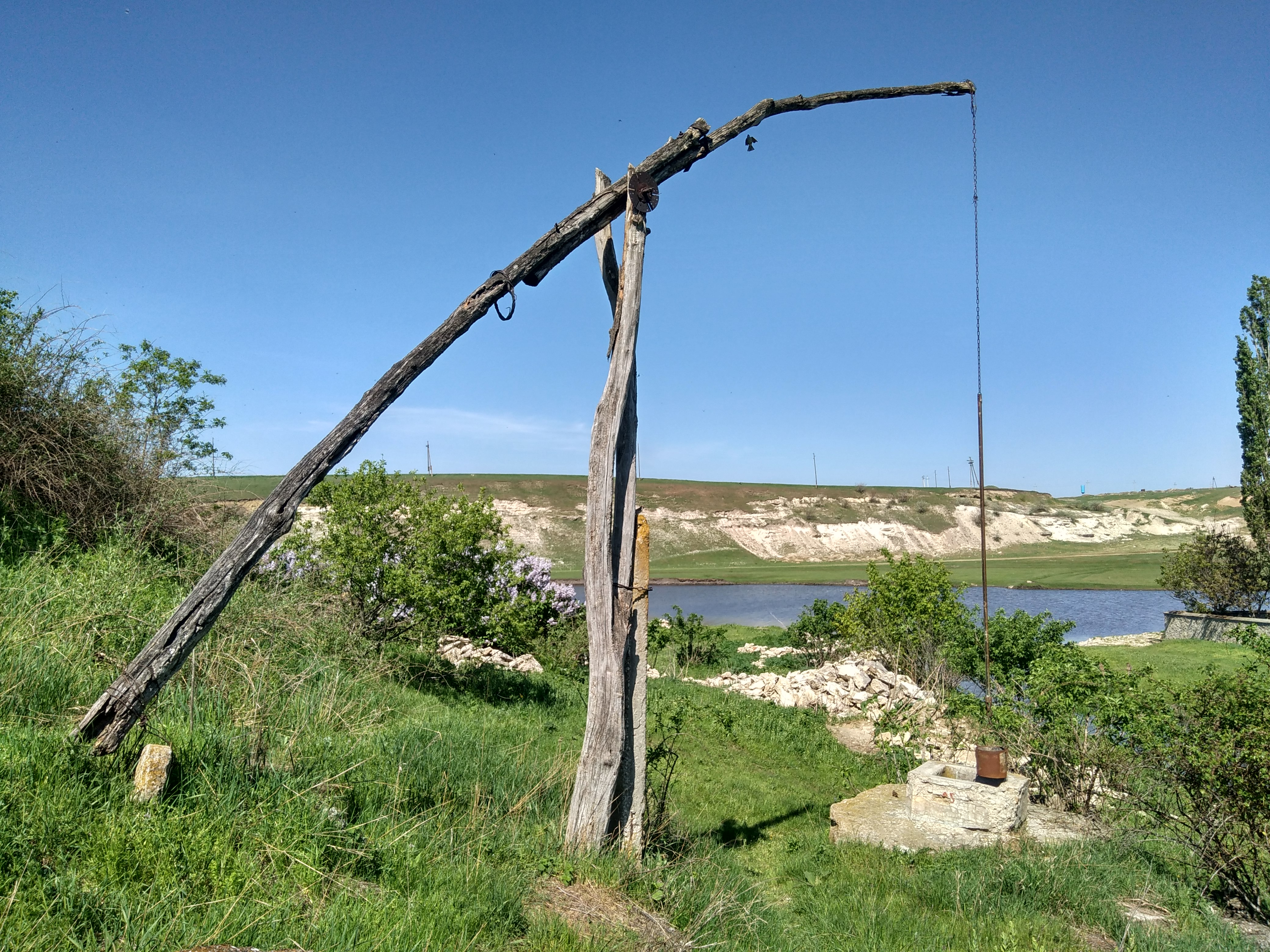
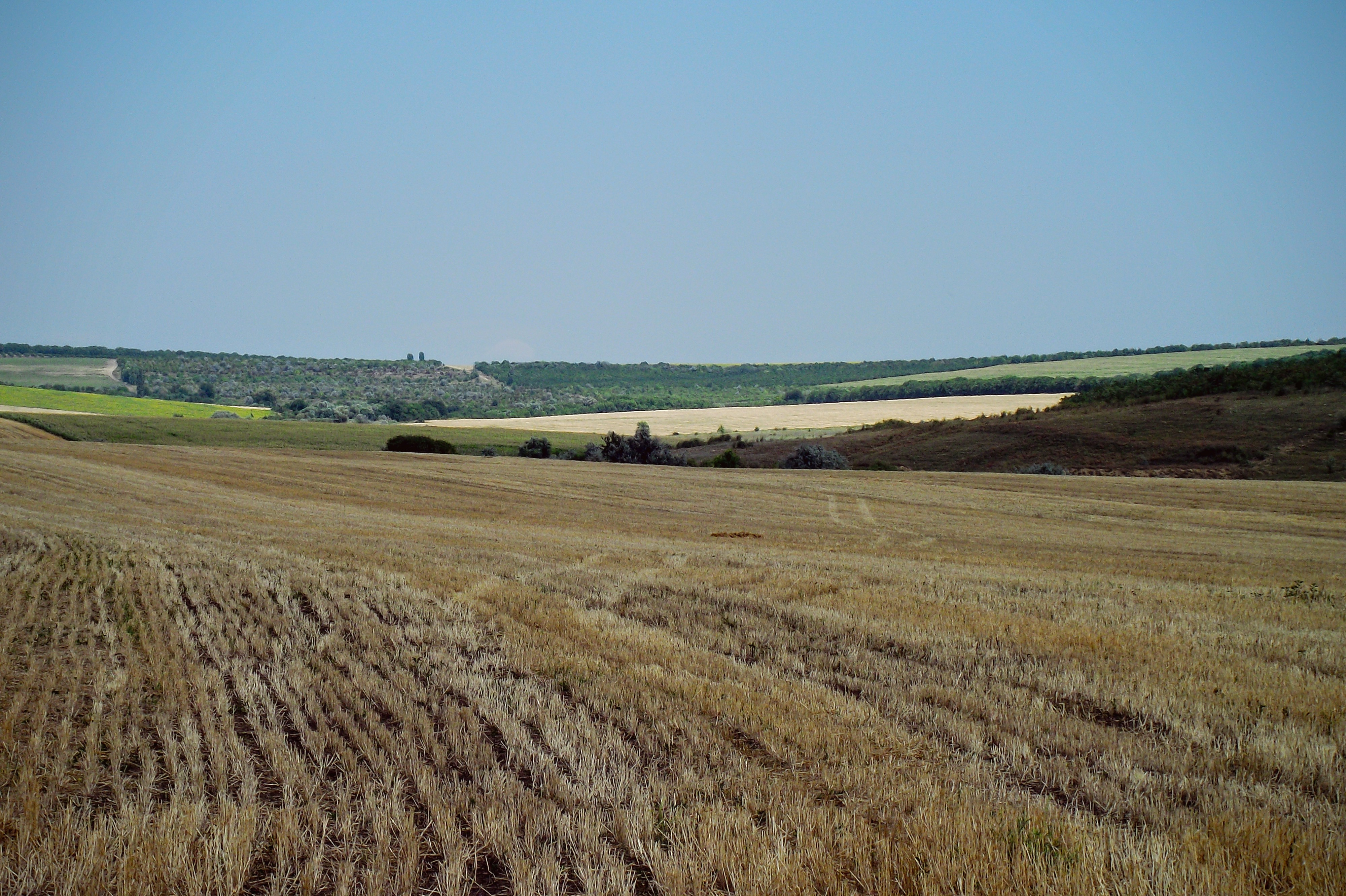
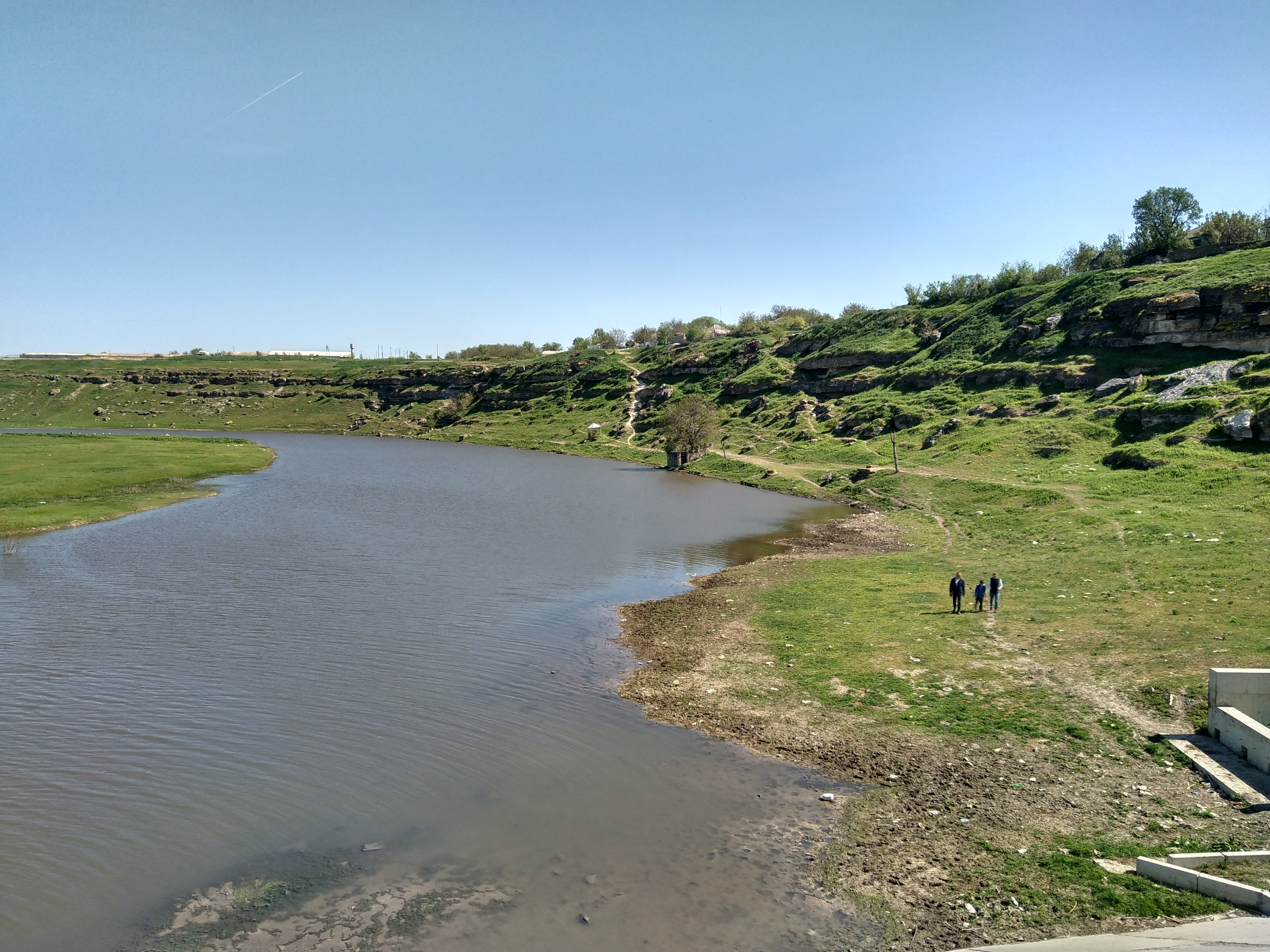